# 6848 Casely-Hayford
6848 Casely-Hayford eller 1978 VG5 är en asteroid i huvudbältet som upptäcktes den 7 november 1978 av de båda amerikanska astronomerna Eleanor F. Helin och Schelte J. Bus vid Palomarobservatoriet. Den är uppkallad efter Adelaide Casely-Hayford.
Asteroiden har en diameter på ungefär 11 kilometer och den tillhör asteroidgruppen Themis.